# Piżmik brzytwogrzbiety
Piżmik brzytwogrzbiety (Sternotherus carinatus) – gatunek gada z podrzędu żółwi skrytoszyjnych i rodziny mułowcowatych (Kinosternidae).
WystępowanieGatunek ten występuje w południowo-środkowych USA na terytorium następujących stanów: Teksas, Oklahoma, Mississippi, Luizjana, Arkansas i Alabama.
RozmiaryDługość karapaksu: u samców do 20,9 cm, u samic do 15,5 cm.
OchronaGatunek ten od 2023 roku jest objęty załącznikiem II konwencji waszyngtońskiej (CITES) i aneksem B UE.